# Le Copère
Die Le Copère ist ein Fahrgastschiff, das aus Deutschland stammt, aber mittlerweile im belgischen Dinant beheimatet ist.

## Geschichte
1926 wurde das Schiff auf der Schiffswerft Jean Stauf in Königswinter für die Betreiber der Rheinfähre Linz–Kripp gebaut. Es wurde auf den Namen Egon von Fürstenberg getauft.
Die Egon von Fürstenberg war nicht das erste motorisierte Fahrzeug, das auf dieser Fährlinie eingesetzt wurde: Schon seit 1905 hatte man auf Rudernachen verzichtet und Motorboote verwendet. Die erste motorisierte Fähre hatte der Fährpächter Alex Lurz beschafft. Ob sein Nachfolger Albert Dörries 1914 dieses Schiff übernahm oder ein eigenes einsetzte, ist nicht bekannt. Nachdem es mit Dörries, wohl auch bedingt durch die Kriegs- und Nachkriegszeit, immer wieder Schwierigkeiten gegeben hatte, hatte der Linzer Stadtrat bereits 1919 geplant, die Fährpacht selbst zu übernehmen, und 1920 war die Fährgesellschaft Linz-Kripp gegründet worden. Diese GmbH baute die Fähranlagen besser aus und schaffte um 1925 ein gebrauchtes Fahrzeug an, das den Namen Hansa erhielt. Im selben Jahr wurde auch die Fähre Jos. von Keller gekauft. Die Hansa, 15 Meter lang, 2,50 Meter breit und mit einem 18-PS-Motor ausgestattet, hatte ein festes Dach, war aber ansonsten weitgehend offen gebaut. Im Winter wurde das Rundspantboot mit dem Klipperbug auch als Eisbrecher eingesetzt; außerdem fuhr die Hansa auch auf der Strecke Remagen-Kripp. Bis 1935 blieb sie bei dem Fährbetrieb, dann wurde sie nach Unkel verkauft, wo sie noch bis 1965 als Fähre im Einsatz war.
Die 1925 gebaute Jos. von Keller war mit einer Länge von 16 Metern geringfügig größer als die Hansa und hatte einen Motor mit 25 PS. Möglicherweise stammte auch dieses Schiff schon von der Schiffwerft Jean Stauf, bei der man dann die Egon von Fürstenberg orderte. Belegt ist die Annahme aber nicht. Auch der Verbleib der Jos. von Keller scheint nicht mehr bekannt zu sein; die Berliner Schiffsagentur, die ein Schiff namens Reinwasser restaurierte, äußerte allerdings die Vermutung, bei der Reinwasser könne es sich um die einstige Jos[eph] von Keller handeln.

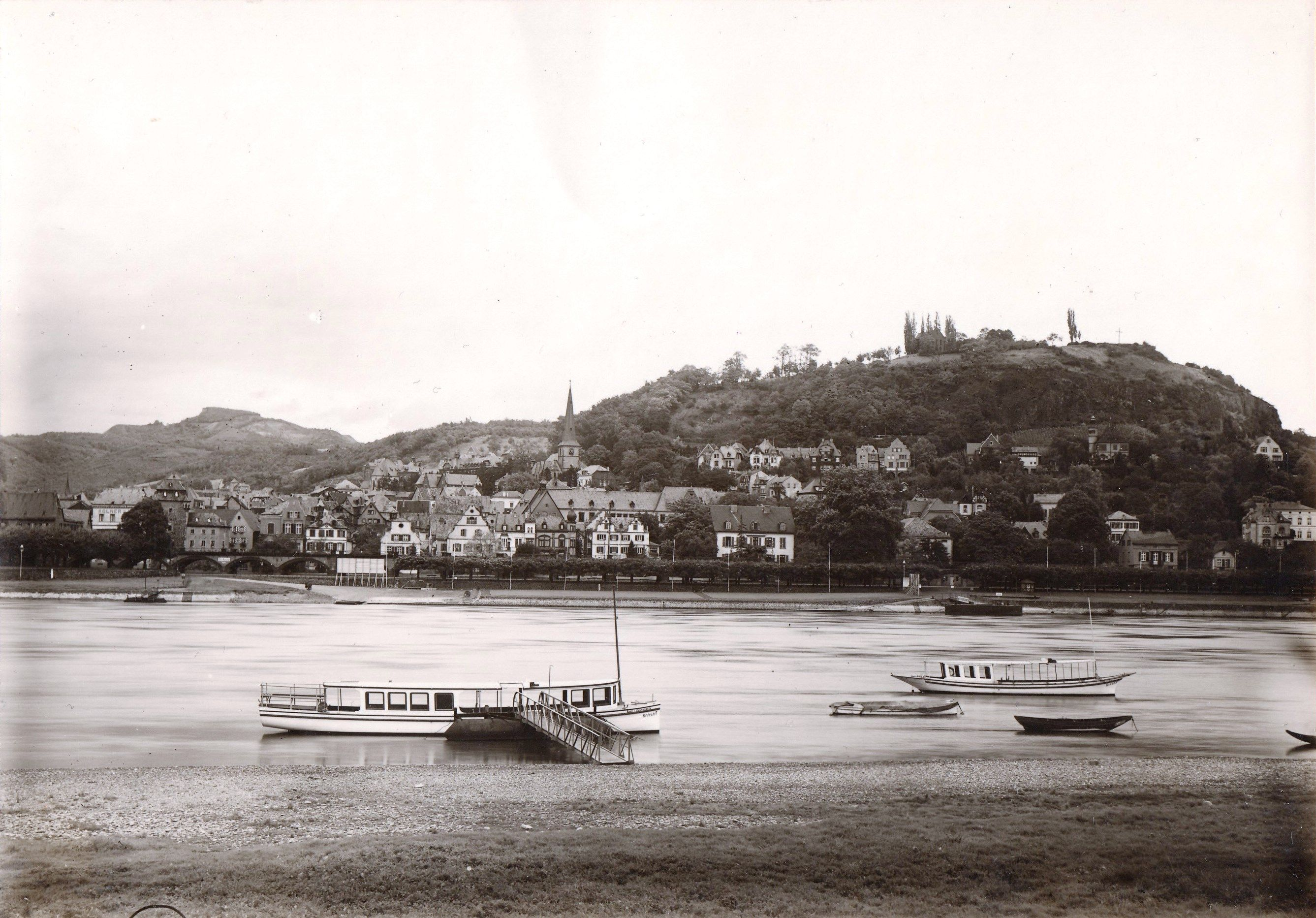
Im Vordergrund: Die Egon von Fürstenberg um 1930. Rechts dahinter wahrscheinlich ein weiteres Fährschiff

Die rege Nutzung der Fährlinie Linz-Kripp ließ es offenbar geraten erscheinen, kurz nach der Anschaffung der Jos. von Keller ein etwas größeres und stärkeres Schiff zu beschaffen: Die Egon von Fürstenberg war in ihrem Ursprungszustand 17,48 Meter lang und 3,45 Meter breit. Sie hatte einen Tiefgang von 0,73 Metern und eine Höhe von 2,50 Metern und konnte 94 Personen befördern. Ihr erster Motor, ein Diesel von Deutz, hatte 75 PSe.
Vor Beginn des Zweiten Weltkrieges wurde 1937 noch ein weiteres Fährschiff gekauft: Die Autofähre Franziska. Dieses Schiff wurde am 9. Februar 1945 durch einen Bombentreffer versenkt, wobei auch zahlreiche Menschen ums Leben kamen. Nach dem Ende des Krieges hätte zwar die Egon von Fürstenberg als einzig verbliebenes Schiff der Fährgesellschaft Linz-Kripp noch zur Verfügung gestanden, doch wurde zunächst der Fährbetrieb über den Rhein von den Alliierten untersagt. Vom Frühjahr bis zum Sommer 1945 gab es zwischen Linz und Kripp nur eine Pontonbrücke, die ausschließlich militärischen Zwecken vorbehalten war. Im Sommer begann man dann, den Strom wieder schiffbar zu machen. Am 22. August 1945 wurde die Egon von Fürstenberg als Minenräumschiff und für andere Arbeiten beschlagnahmt.
Nach zahlreichen Gesuchen der Bürgermeister von Linz und Kripp durfte zwar nun wieder ein Fährverkehr eingerichtet werden, allerdings nur mit unmotorisierten Nachen. Da die Überfahrt mit den relativ kleinen Ruderbooten aber ebenso gefährlich wie ineffizient war, benutzte man bald einen größeren Holznachen, der von einem eisernen Nachen geschleppt wurde. Dieser besaß einen Holzgenerator. Damit war das Motorisierungsverbot für die Fähren umgangen und immerhin wieder ein einigermaßen sicherer Transport von etwa 45 Personen pro Fahrt möglich. Das Problem war allerdings, dass auf diese Weise keine Fuhrwerke und Kraftfahrzeuge über den Rhein transportiert werden konnten.
1946 wurde der Bau einer Querseilfähre genehmigt, die am 7. Juli 1948 in Betrieb genommen wurde. Diese Fähre fuhr allerdings nur vier Tage lang störungsfrei, dann riss das Seil. Wieder beschloss man, die Fähre zu schleppen. Dafür wäre die Egon von Fürstenberg geeignet gewesen, die aber nach wie vor beschlagnahmt war, sodass schließlich ein Boot namens Argo angemietet wurde, das eigentlich in Bad Honnef beheimatet war. Diese Argo schleppte im Januar 1949 die Fähre zu Hilgers Werft in Rheinbrohl, damit dort ein Motor eingebaut werden konnte. In der Übergangszeit wurde der Fährbetrieb mittels der Argo und einer angemieteten Fährponte bewerkstelligt, ehe die umgebaute ehemalige Querseilfähre am 1. April 1949 ihren Dienst aufnehmen konnte. Einige Wochen später, am 9. Mai 1949, kehrte auch die Egon von Fürstenberg in den Betrieb zurück, allerdings stark beschädigt. Im März 1951 bekam sie deshalb auf der Schiffswerft von Ferdinand Clausen einen neuen Motor – einen luftgekühlten Deutz SA4L 514 –, ein neues Oberdeck vorn und einen neuen Steuerstuhl.
1954 kaufte die Fährgesellschaft Linz-Kripp dem Fährmann Ferdinand Braun aus Rolandswerth dessen Schiff Rolandsbogen ab bzw. tauschte es gegen die Egon von Fürstenberg ein. Bei dieser Gelegenheit wechselten die beiden Schiffe ihre Namen. Aus der Egon von Fürstenberg wurde die neue Rolandsbogen, aus der bisherigen Rolandsbogen dagegen die neue Egon von Fürstenberg.
Die ehemalige Fähre Linz–Kripp fuhr unter ihrem neuen Namen und ihrem neuen Besitzer zwischen Rolandswerth und dem Kloster St. Clemens auf der Insel Nonnenwerth. Die Fahrgäste waren nun hauptsächlich Schüler und Ordensfrauen. Auch diese Phase dauerte indes nicht lange. Die Rolandsbogen kam um 1955 zur Personenschiffahrt Gilles nach Vallendar, zunächst allerdings nur mietweise. Nachdem sie aber an Gilles verkauft worden war, erfolgte ab 1958 ein größerer Umbau bei der Lux-Werft in Mondorf. Günter Benja gibt das Jahr dieses Umbaus als Baujahr des nunmehr auf den Namen Ursula umgetauften Schiffes an, das mit einer Länge von 26,45 Metern und einer Breite von 5,30 Metern nun für den Transport von 200 Personen zugelassen war. Als Ursula hatte das Schiff einen Tiefgang von 1,2 Metern und konnte mit seinem 150-PS-Motor eine Geschwindigkeit von 12 km/h erreichen.
1979 wechselte das Schiff erneut seinen Namen und seinen Besitzer. Es wurde nach Dinant verkauft, wo es unter dem Namen Le Copère als Ausflugsschiff auf der Maas weiterverwendet wurde.